# Edifici La Colmena
L'Edifici Cooperativa de Hostelería Felipe Arche, conegut popularment com La Colmena, és un edifici de la ciutat d'Alacant. Està situat entre els carrers Bono Guarner, Benasau, Vicente Mogica, Terrassa i Benillup.
Encara que no és tan alt com altres edificis de la ciutat, com el Riscal o el Gran Sol, el seu volum és superior, ja que alberga un total de 506 habitatges. La seua planta, en forma de "Y", està inspirada en un dels prototips residencials de Le Corbusier.